# Journal für die Botanik
Journal für die Botanik (abreviado J. Bot. (Schrader) o Schrad. Journ.) fue una revista ilustrada con descripciones botánicas que fue editada en Alemania. Se publicaron 5 números desde 1799 hasta 1803. 